# 명랑해결단
《명랑해결단》은 대한민국의 채널A의 예능 프로그램이다. 누구나 고민할만한 알쏭달쏭 애매한 문제를 놓고, 스타와 전문가 패널들이 대결을 펼치는 토크쇼 프로그램이다.

## 방송 시간
- 2013년 4월 30일 ~ 2013년 11월 25일 : 매주 월요일 오후 11시 00분